# René Viénet

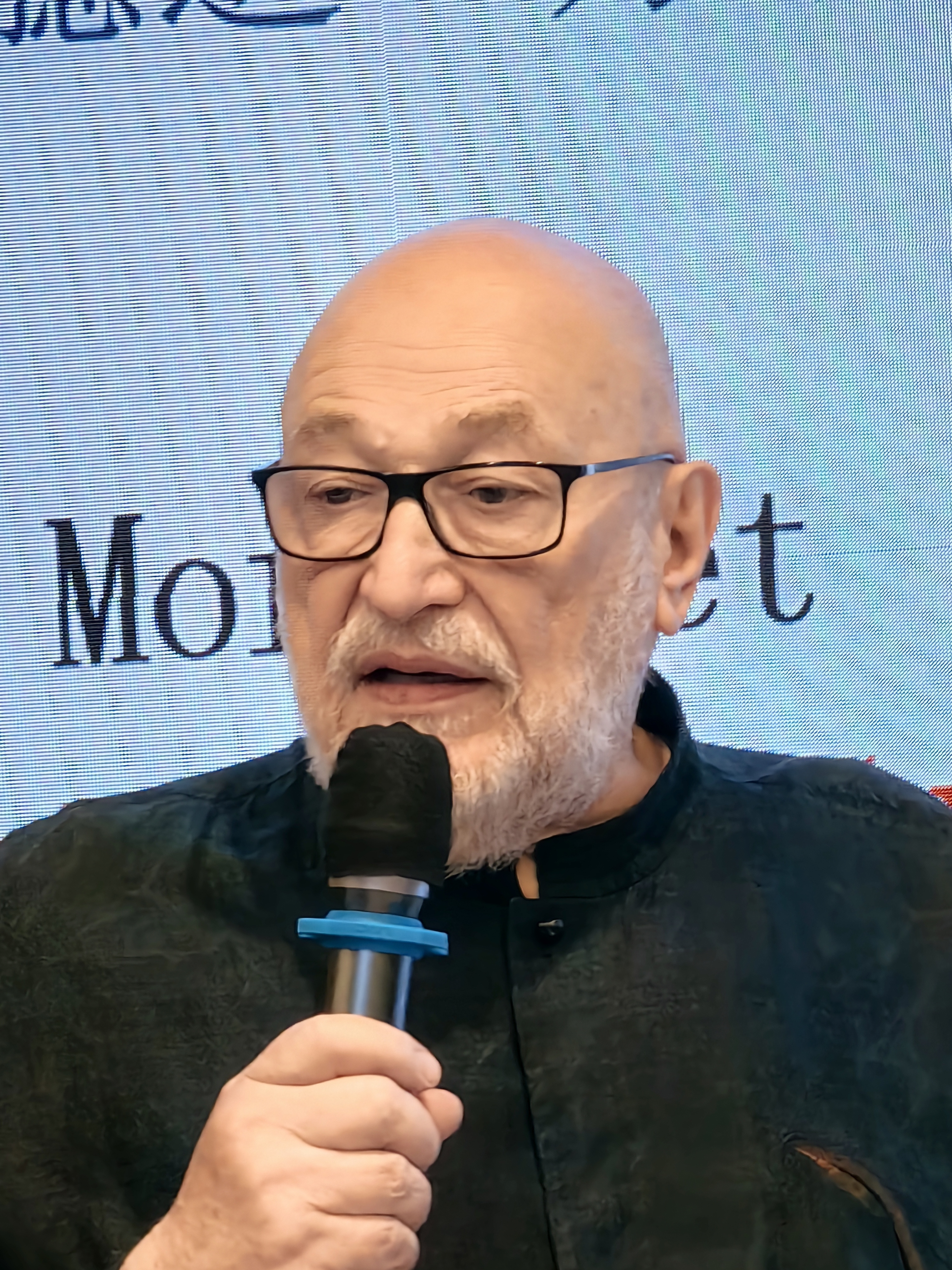
René Viénet

René Viénet (* 1944 in Le Havre) ist ein französischer Situationist, Autor, Sinologe und Filmemacher.

## Leben und Werk
Bei den Pariser Mai-Unruhen 1968 war Viénet an der Besetzung der Sorbonne beteiligt. 1963 stieß er zur Gruppe der Situationisten. Er lebte bis 1966 in China, wurde dann wegen seiner Kritik an der Kulturrevolution ausgewiesen, und gilt bis heute als Kritiker des dortigen Regimes. Später arbeitete er auch am Centre national de la recherche scientifique.
1967 forderte Viénet, man dürfe die Abschaffung des Kinos nicht allein Jean-Luc Godard überlassen. 1970 oder 1971 wurde er aus der Situationistischen Internationale ausgeschlossen. Seine Filme stellten eine Veranschaulichung der situationistischen Praxis des Detournement dar, so verwendet Vienet in Can Dialectics break Bricks? von 1973 einen existierenden Kungfu-Film (The Crush von Doo Kwang Gee), den er neu vertonte – mit Satire und politischen Diskussionen, die sich auf den Mai ’68 beziehen. Ähnlich, aber harmloser, ging auch Woody Allen in What's Up Tiger Lily? mit dem vorgefundenen Material um. Diese Herangehensweise kritisiert (und missachtet bewusst) dabei auch das Urheberrecht.

## Zitat
- „Hier ist ein Feuer angesteckt worden, das nicht wieder verlöschen wird.“ (über den Mai ’68)

## Filme
- Can dialectics break bricks? (1973)
- The Girls of Kamare (1974)
- Chinois, encore un effort pour être révolutionnaires (1976)
- Mao par lui-même (1977)